# Linea Jōshin
La  linea Jōshin (上信線?, Jōshin-sen), gestita dalla Ferrovia elettrica Jōshin, è una ferrovia regionale a scartamento ridotto che collega le stazioni di Takasaki (nella città omonima) e di Shimonita, nella cittadina di Shimonita, tutte nella prefettura di Gunma. Il percorso si snoda per circa 33 km all'interno dell'area suburbana di Takasaki, della città di Fujioka e nell'area rurale del distretto di Kanra.

## Servizi e stazioni

### Tipologie di servizi
Sebbene in passato fossero presenti anche servizi rapidi ed espressi, oggi tutti i treni fermano in tutte le stazioni. Durante le ore di punta percorrono la linea dai 2 ai 3 treni all'ora, mentre per il resto della giornata è presente un cadenzamento ogni 30 minuti. Aspetto raro per le ferrovie giapponesi, la linea Jōshin permette il trasporto gratuito delle biciclette a bordo treno (nelle ore non di punta nei giorni feriali, e nei weekend).

### Stazioni
Tutte le stazioni si trovano nella prefettura di Gunma.
- Tutti i treni fermano in tutte le stazioni, e sono presieduti solo dal macchinista, che svolge anche funzione di capotreno (wanman)
- Le stazioni con il simbolo * non sono presenziate
- Binari (tutta la linea è a binario singolo): ◇ e ∧: possibile l'incrocio dei treni; ｜: incrocio non possibile

| Stazione           | Giapponese     | Distanza interst. | Distanza totale | Collegamenti | Binari | Posizione       |
| ------------------ | -------------- | ----------------- | --------------- | --- | ------ | --------------- |
| Takasaki           | 高崎           | -                 | 0.0             | JR East Jōetsu Shinkansen Hokuriku Shinkansen ■ Linea Takasaki (inclusa ■ Linea Shōnan-Shinjuku) ■ Linea Hachikō ■ Linea Jōetsu ■ Linea Ryōmō ■ Linea Agatsuma ■ Linea principale Shin'etsu | ｜     | Takasaki        |
| Minami-Takasaki*   | 南高崎         | 0.9               | 0.9             | | ｜     | Takasaki        |
| Semaforo di Sano   | 佐野信号所     | -                 | -               | | ◇      | Takasaki        |
| Negoya             | 根小屋         | 2.8               | 3.7             | | ｜     | Takasaki        |
| Shōka Daigaku-mae* | 高崎商科大学前 | 1.3               | 5.0             | | ｜     | Takasaki        |
| Yamana             | 山名           | 1.1               | 6.1             | | ◇      | Takasaki        |
| Nishi-Yamana*      | 西山名         | 0.9               | 7.0             | | ｜     | Takasaki        |
| Maniwa             | 馬庭           | 2.4               | 9.4             | | ◇      | Takasaki        |
| Yoshii             | 吉井           | 2.3               | 11.7            | | ◇      | Takasaki        |
| Nishi-Yoshii*      | 西吉井         | 1.7               | 13.4            | | ｜     | Takasaki        |
| Semaforo di Niiya  | 新屋信号所     | -                 | -               | | ◇      | Kanra           |
| Jōshū-Niiya*       | 上州新屋       | 1.2               | 14.6            | | ｜     | Kanra           |
| Jōshū-Fukushima    | 上州福島       | 2.0               | 16.6            | | ◇      | Kanra           |
| Higashi-Tomioka    | 東富岡         | 2.7               | 19.3            | | ｜     | Tomioka         |
| Jōshū-Tomioka      | 上州富岡       | 0.9               | 20.2            | | ◇      | Tomioka         |
| Nishi-Tomioka      | 西富岡         | 0.8               | 21.0            | | ｜     | Tomioka         |
| Jōshū-Nanokaichi   | 上州七日市     | 0.8               | 21.8            | | ｜     | Tomioka         |
| Jōshū-Ichinomiya   | 上州一ノ宮     | 1.3               | 23.1            | | ◇      | Tomioka         |
| Kanohara*          | 神農原         | 2.3               | 25.4            | | ｜     | Tomioka         |
| Nanjai             | 南蛇井         | 2.8               | 28.2            | | ◇      | Tomioka         |
| Sendaira*          | 千平           | 1.7               | 29.9            | | ｜     | Tomioka         |
| Semaforo di Akazu  | 赤津信号所     | -                 | -               | | ◇      | Shimonita Kanra |
| Shimonita          | 下仁田         | 3.8               | 33.7            | | ∧      | Shimonita Kanra |

## Materiale rotabile
- Jōshin Serie 6000
- Jōshin Serie 1000
- Jōshin Serie 500
- Jōshin Serie 300
- Jōshin Serie 250
- Jōshin Serie 200
- Jōshin Serie 150

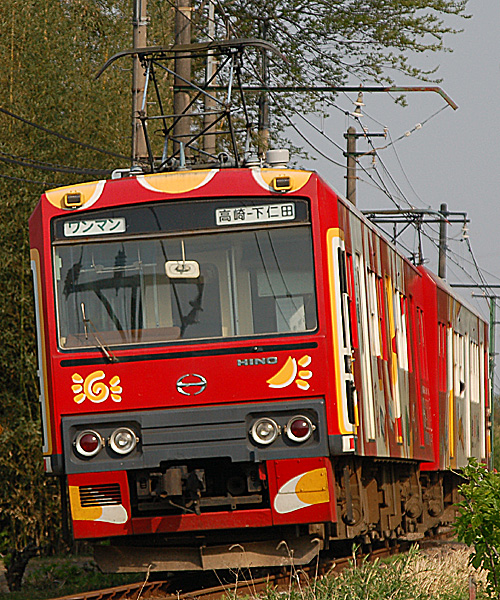
Jōshin serie 6000
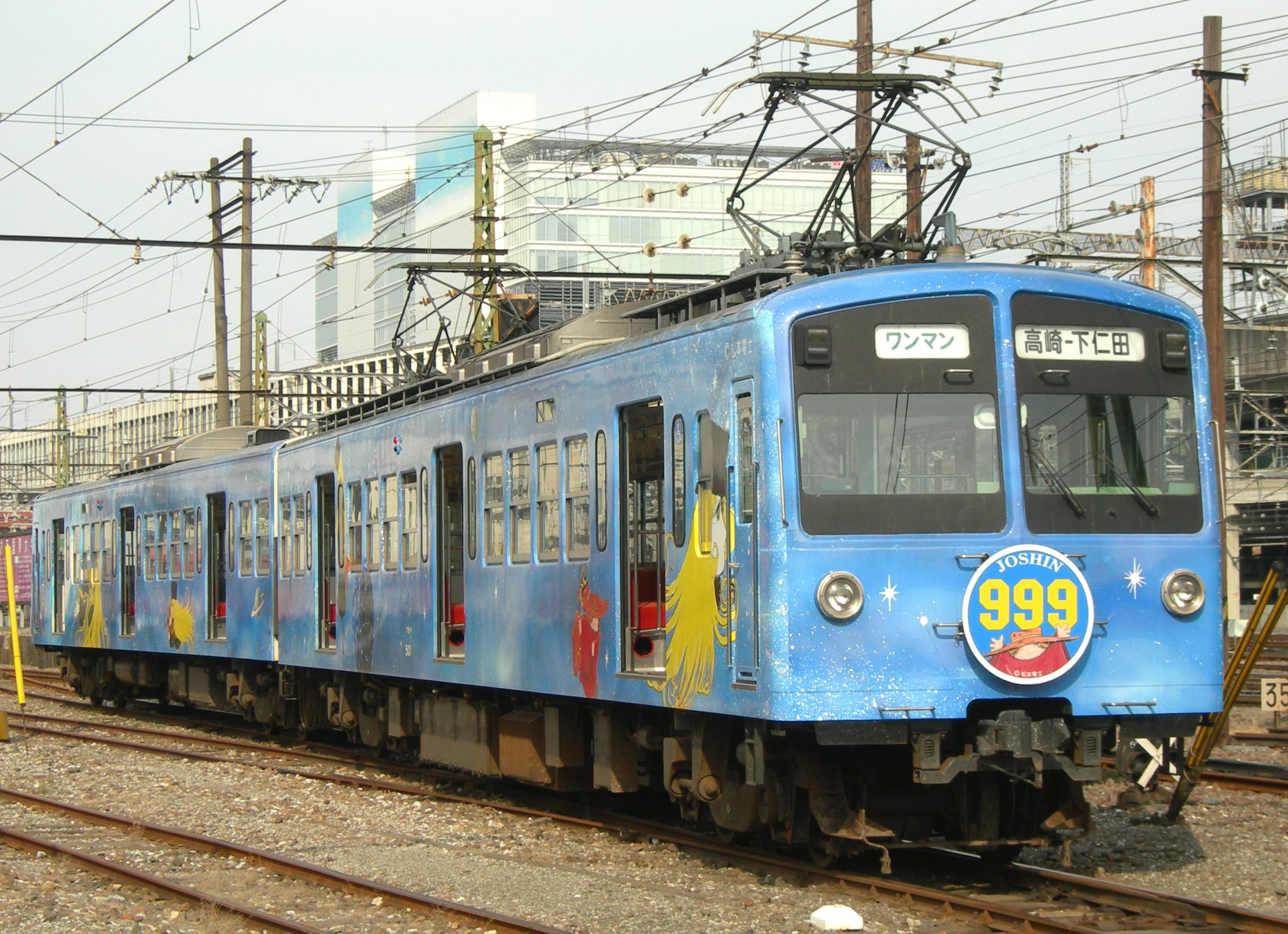
Serie 500
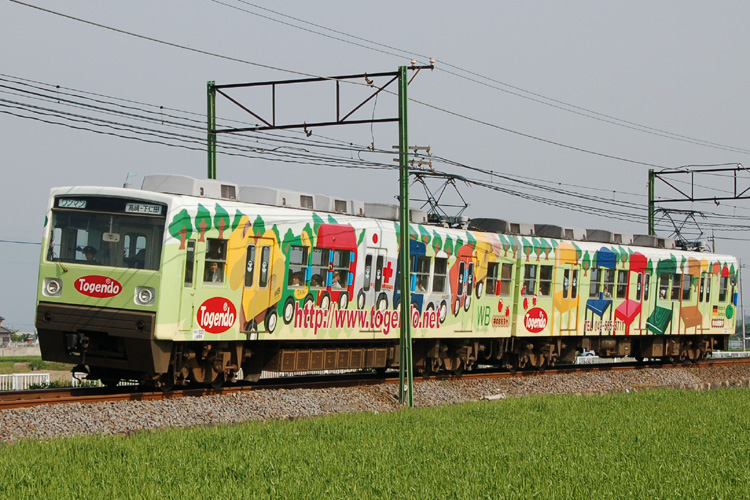
Serie 1000